# Trenton Simpson
Trenton Simpson (Charlotte, 14 giugno 2001) è un giocatore di football americano statunitense che milita nel ruolo di linebacker per i Baltimore Ravens della National Football League (NFL).

## Carriera

### Baltimore Ravens
Al college Simpson giocò a football a Clemson, venendo inserito nell'ultima stagione nella terza formazione ideale dell'Atlantic Coast Conference. Fu scelto nel corso del terzo giro (86º assoluto) del Draft NFL 2023 dai Baltimore Ravens. Debuttò come professionista subentrando nella gara del primo turno contro gli Houston Texans giocando 17 snap negli special team. La sua stagione da rookie si chiuse con 13 tackle e un sack in 15 presenze, nessuna delle quali come titolare.